# 村上浩爾
村上 浩爾（むらかみ こうじ、1967年 - ）は日本の実業家。阪急電鉄取締役。宝塚音楽学校理事長。宝塚歌劇団理事長。

## 経歴
- 1991年4月 - 阪急電鉄入社[1]
- 2021年4月 - 阪急電鉄執行役員、創遊事業本部副本部長兼創遊統括部長[1]
- 2023年4月 - 阪急電鉄取締役[1]
- 2023年10月 - 宝塚歌劇団専務理事[1]
- 2023年12月1日 - 宝塚音楽学校理事長、宝塚歌劇団理事長[1]

### 宝塚歌劇団での活動
- エリザベート -愛と死の輪舞- 2016年版（宙組）の制作を担当している[3][4]。